# Francesco De Angelis (pittore)

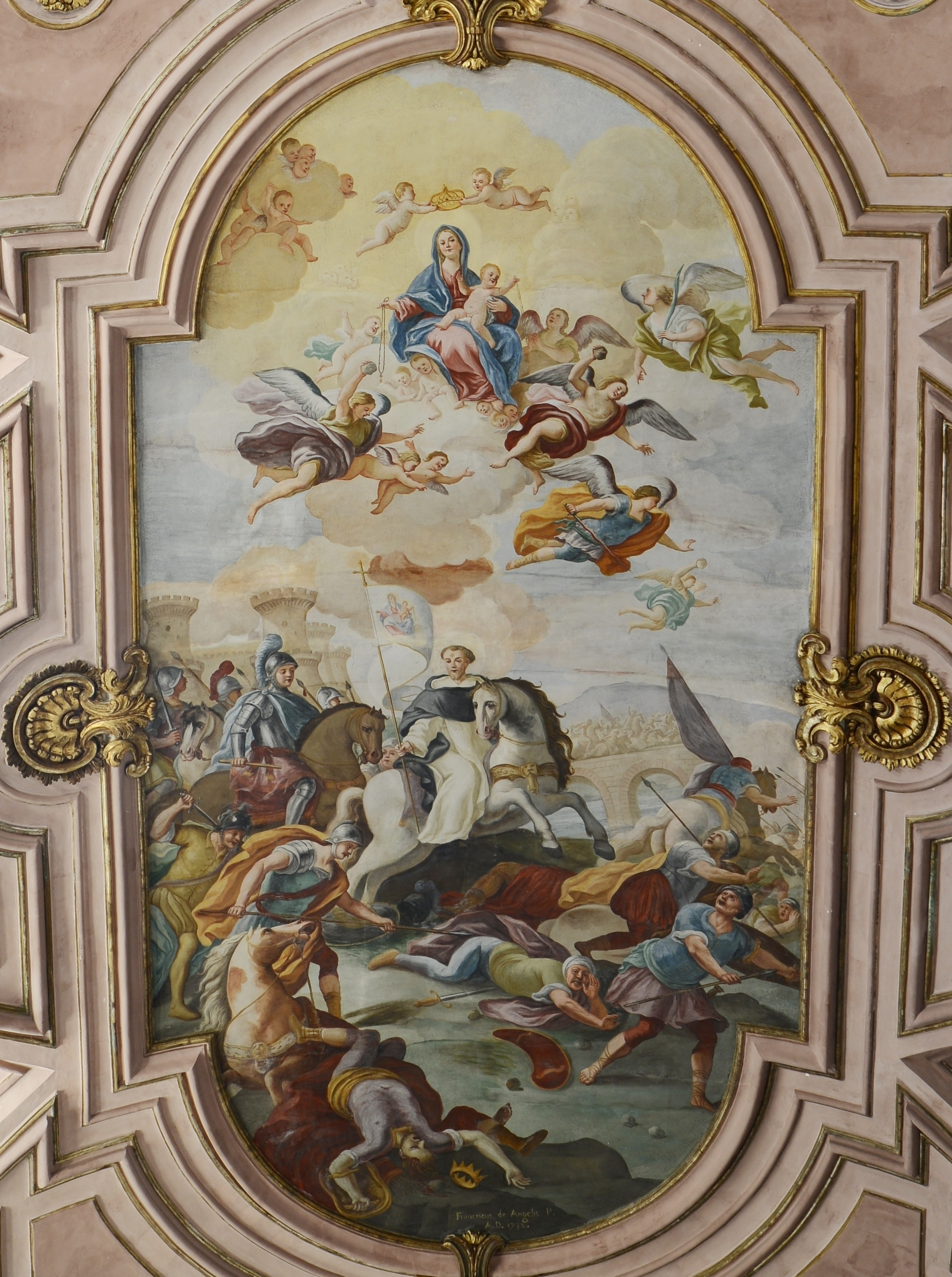
Battaglia di Muret di Francesco De Angelis, chiesa di Sant'Anna, Montemiletto.

Francesco De Angelis (fl. XVIII secolo) è stato un pittore italiano.

## Biografia
Poco si sa di questo pittore attivo agli inizi del Settecento in Campania, Puglia e Basilicata. Il suo primo incarico conosciuto risale al 1717, anno in cui dipinse un quadro per una chiesa ad Arzano di Napoli. Nel 1723 è documentato a Montefusco e nel 1725 a Montefalcione in provincia di Avellino.
La sua prima opera nota è la Battaglia di Lepanto, dipinta nel 1717 nella sagrestia della chiesa di Sant'Agrippino ad Arzano.
Nel 1723 dipinse la Madonna Incoronata e San Gioacchino per una chiesa di Montefusco, nel 1726 l'Assunta per la chiesa abbaziale di Santa Maria de Platea di Montefusco.
In una cedola di pagamento del 1726, pubblicata da Nicola Spinosa, viene indicato come pittore attivo a Massa Lubrense.
Un altro dato certo è che De Angelis entrò a far parte della schiera di pittori che ruotavano intorno alla figura del cardinale Orsini, futuro Papa Benedetto XIII, molto attivo in quel periodo nell'arcidiocesi di Benevento. Nei suoi lavori, infatti, ritroviamo esclusivamente soggetti religiosi e devozionali riferibili a santi e beati dell'ordine domenicano e, nella maggior parte dei casi, legati al tema della lotta al catarismo.
Allo stesso autore appartiene anche il ciclo di affreschi sulla vita di San Domenico realizzato nell'ex convento domenicano di Montemiletto, i dipinti sui Santi domenicani eseguiti nel 1732 nell'adiacente chiesa di Sant'Anna, e una tela raffigurante San Vincenzo Ferreri del 1736.
Nonostante le evidenti carenze informative dal punto di vista biografico, si è comunque potuto ricostruire una parte consistente della sua intensa attività lavorativa.
Sappiamo che nel corso degli anni aveva realizzato molte opere in diverse località della Campania, a Montefusco, Montemiletto e Montefalcione, nella città di Benevento e nella sua estesa diocesi, a Maddaloni nel casertano, ad Arzano, Massa Lubrense e Ottaviano nel napoletano.
Per la Campania vi è da segnalare anche una notizia pubblicata dalla De Simone secondo la quale a De Angelis venne commissionato anche un San Michele Arcangelo per l'eremo dell'Incoronata di Nola.
Nell'attesa di ulteriori indagini, la sua attività in Puglia è documentata solo dal Battesimo di Gesù, un olio su tela realizzato nel 1726 e conservato nella Basilica Cattedrale di Gravina di Puglia, paese natale del cardinale Orsini.
In Basilicata il pittore realizzò altri due dipinti su tela per la cattedrale di Tursi: le Nozze di Cana e la Moltiplicazione dei pani e dei pesci, opere purtroppo andate distrutte da un incendio verificatosi nel 1988 e pertanto le stesse sono oggi note solo attraverso le documentazioni fotografiche.

## Galleria d'immagini

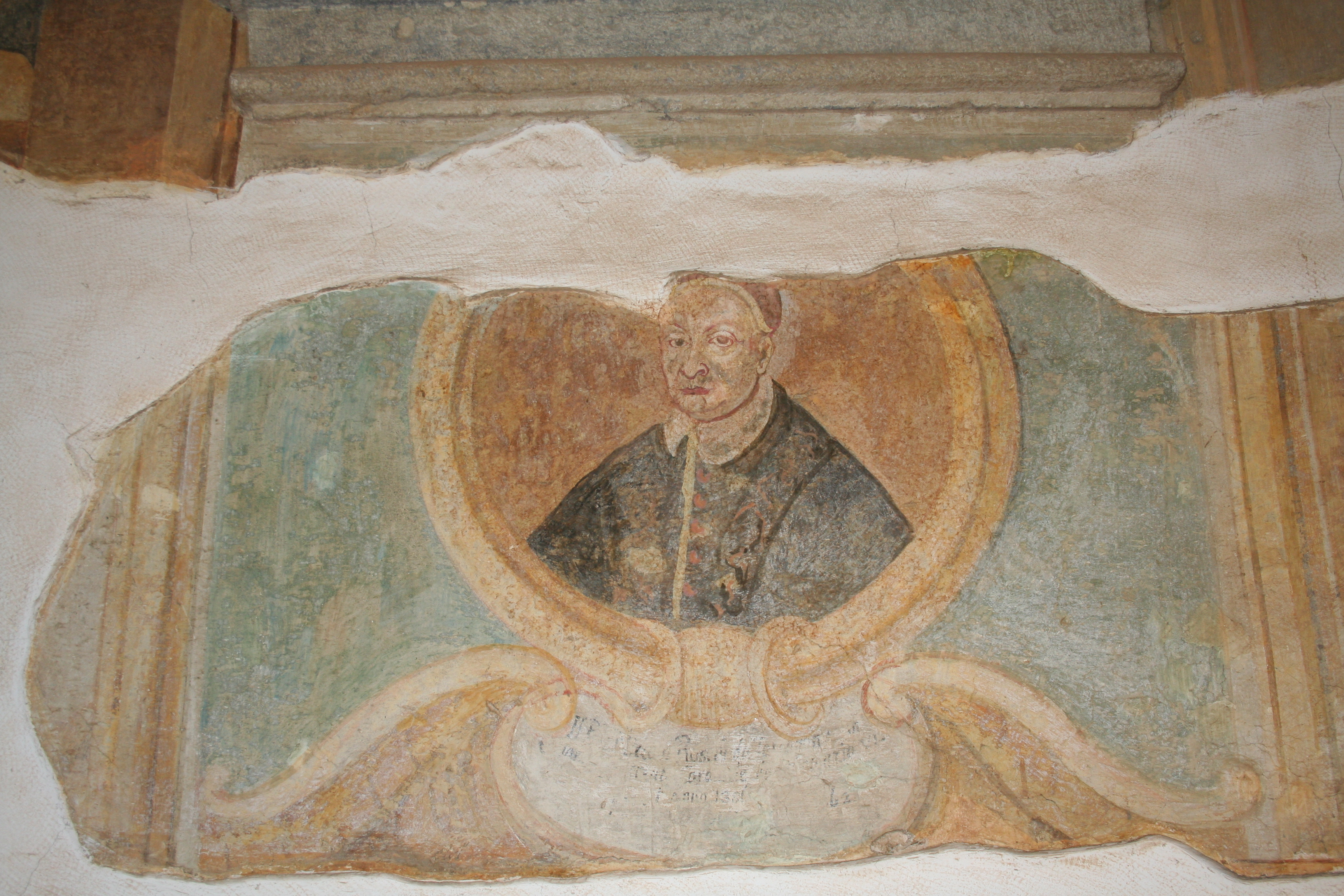
Papa Benedetto XIII, ex convento domenicano, Montemiletto.
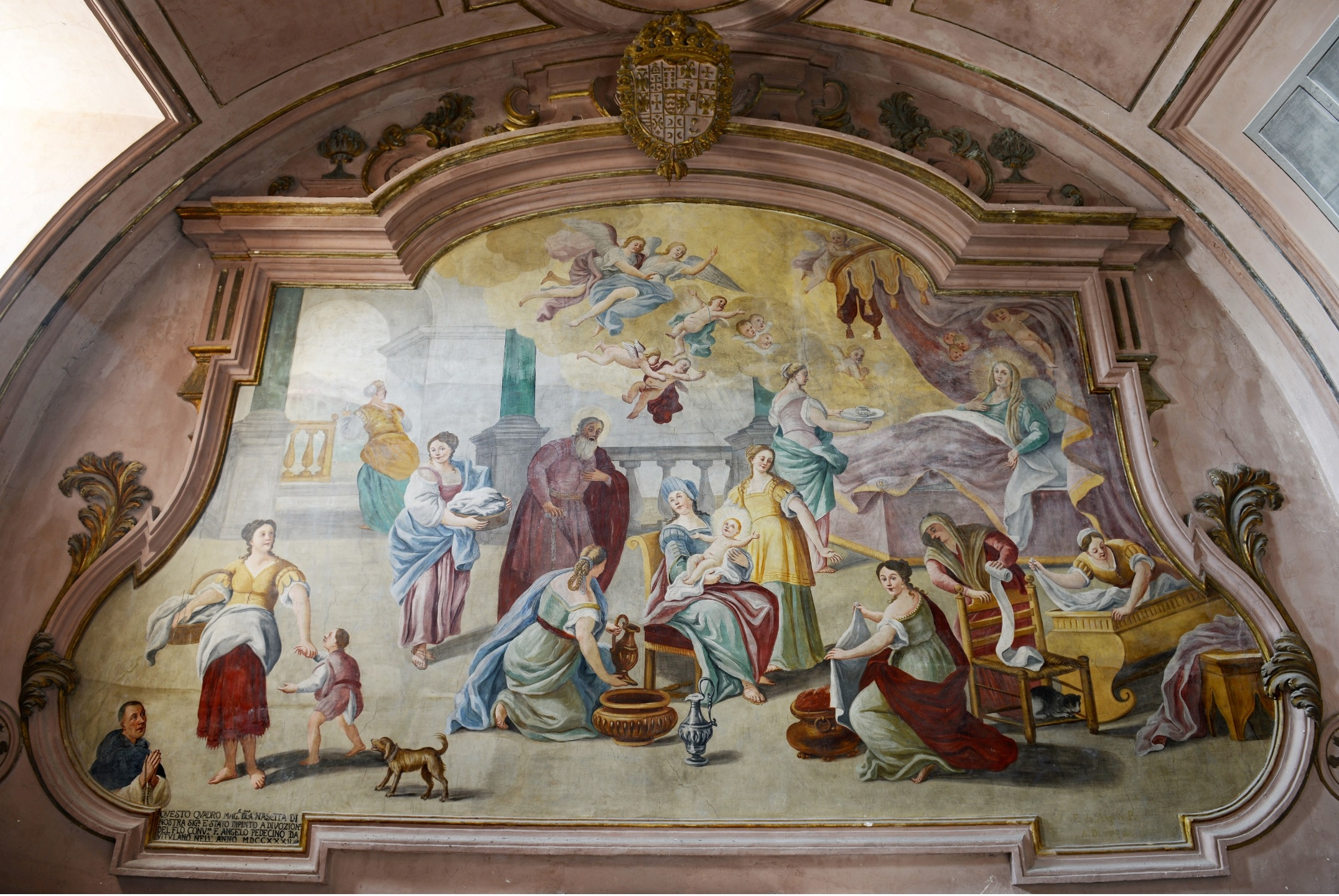
Nascita di Nostra Signora, chiesa di Sant'Anna, Montemiletto
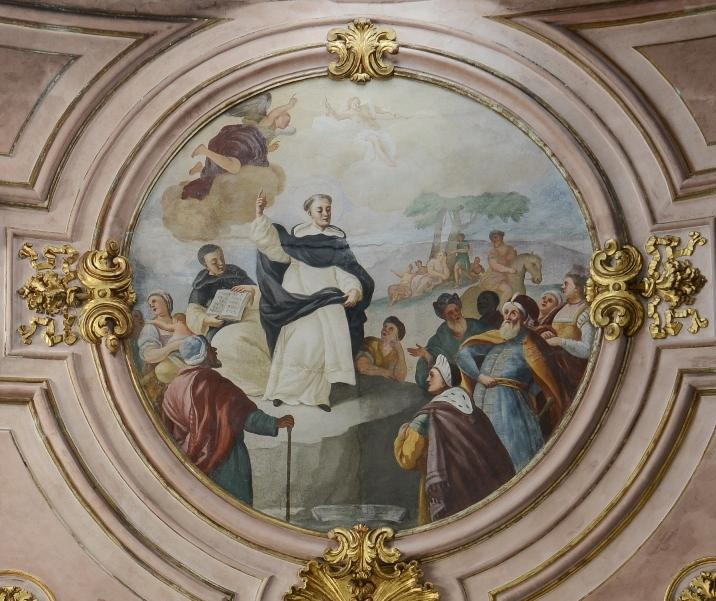
Predica di San Vincenzo Ferreri, chiesa di Sant'Anna, Montemiletto
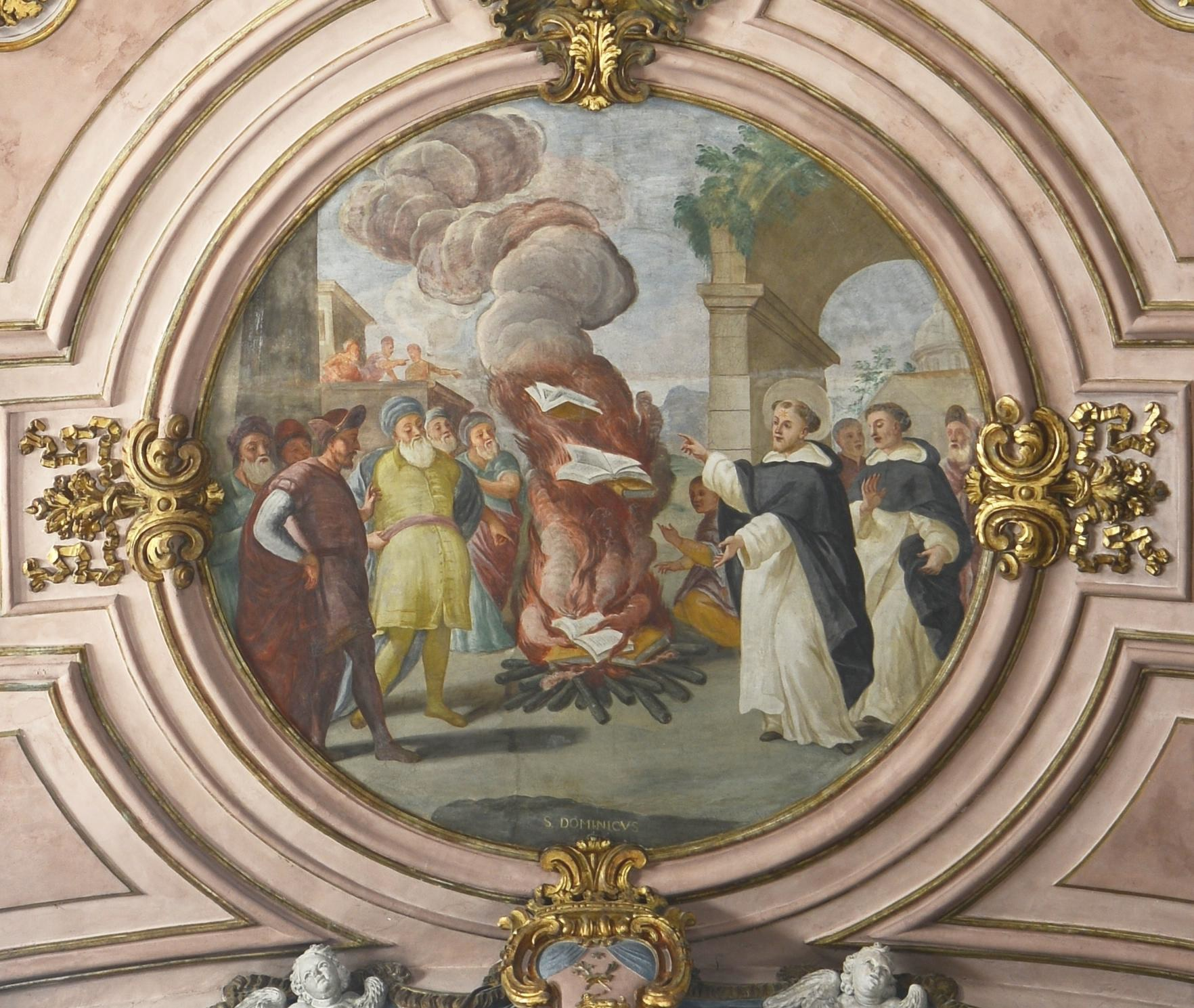
San Domenico e il rogo dei libri eretici, chiesa di Sant'Anna, Montemiletto
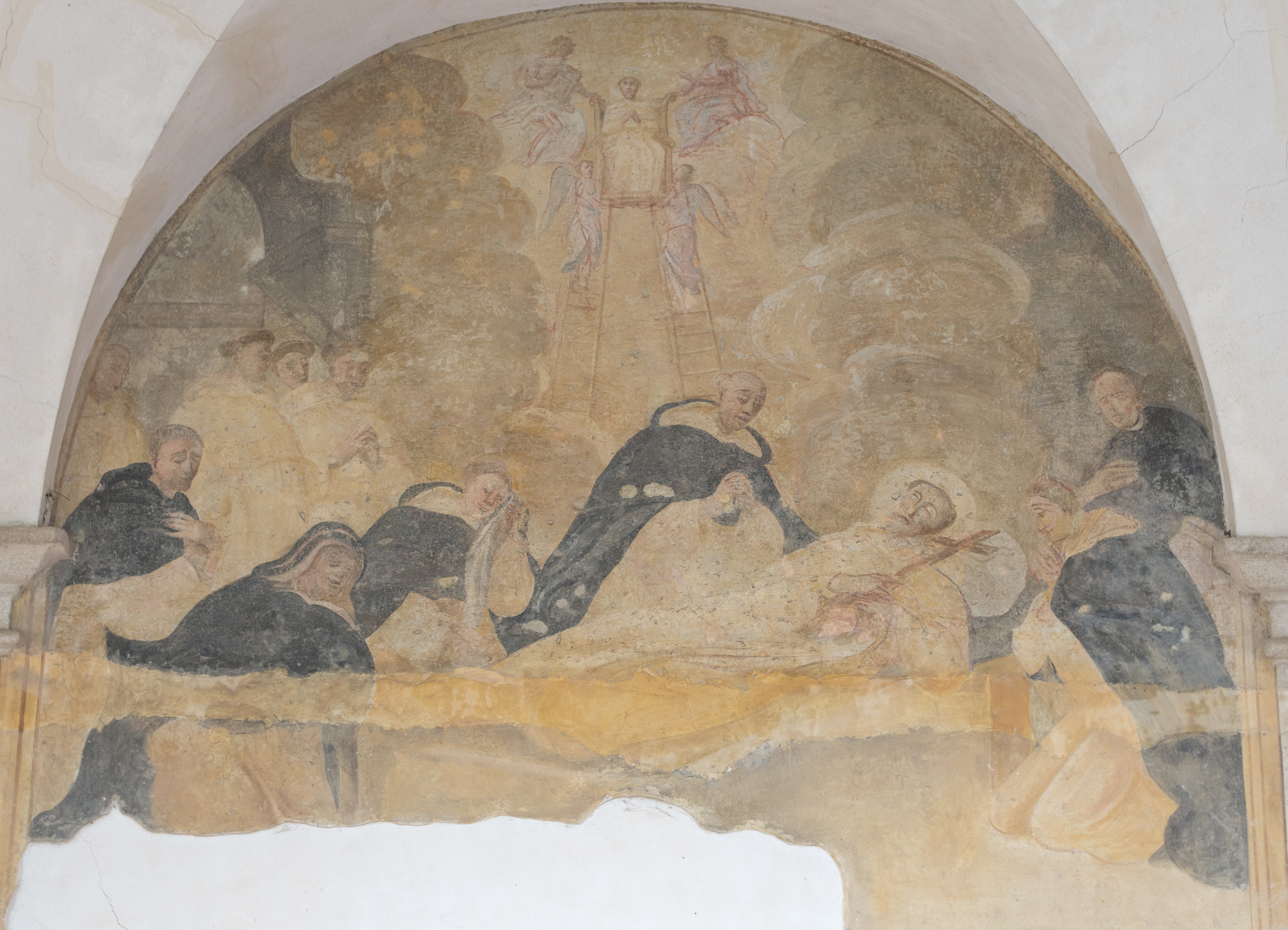
Morte di San Domenico, ex convento domenicano di Montemiletto
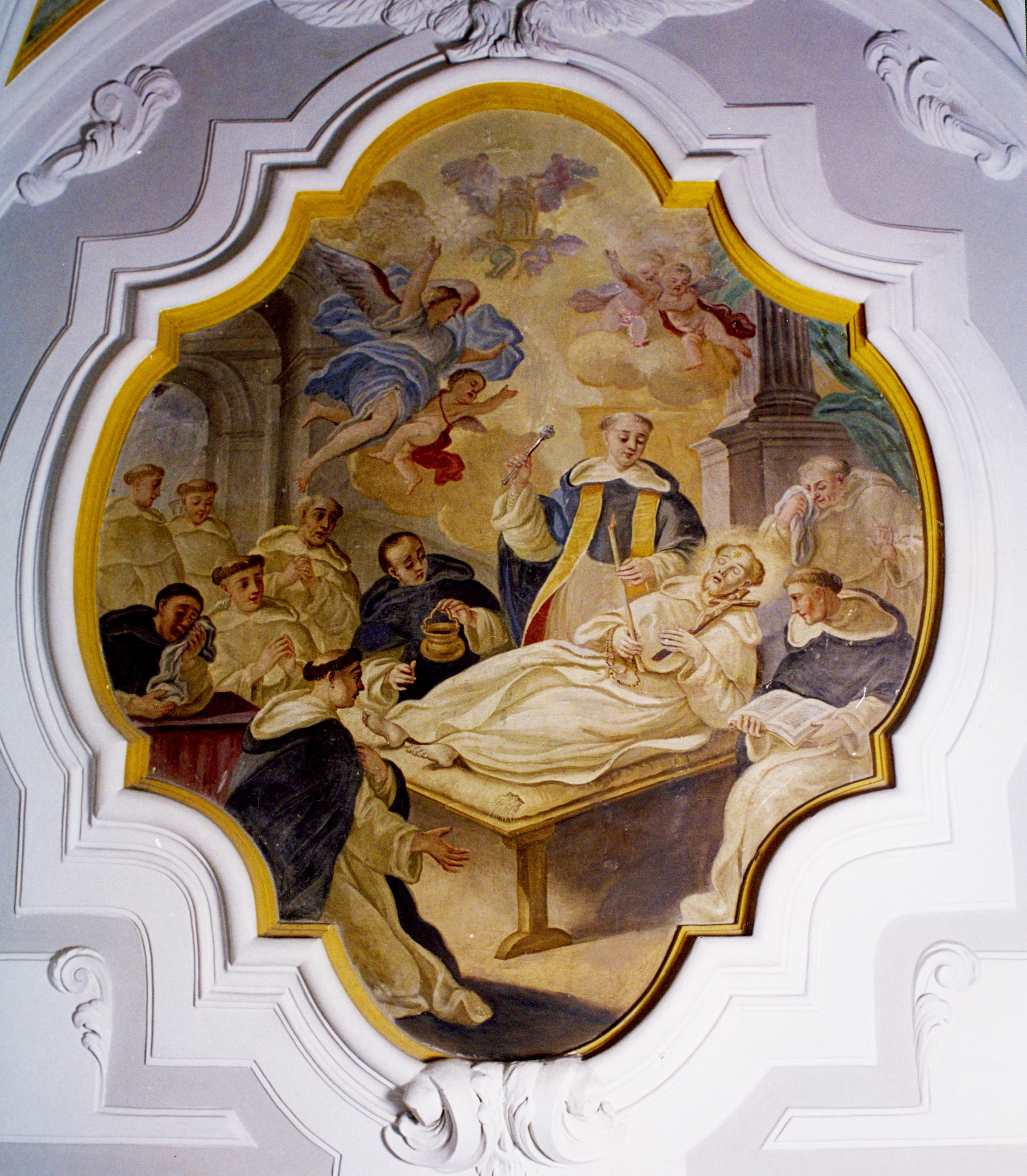
Morte di San Domenico, chiesa dell'Annunziata di Maddaloni
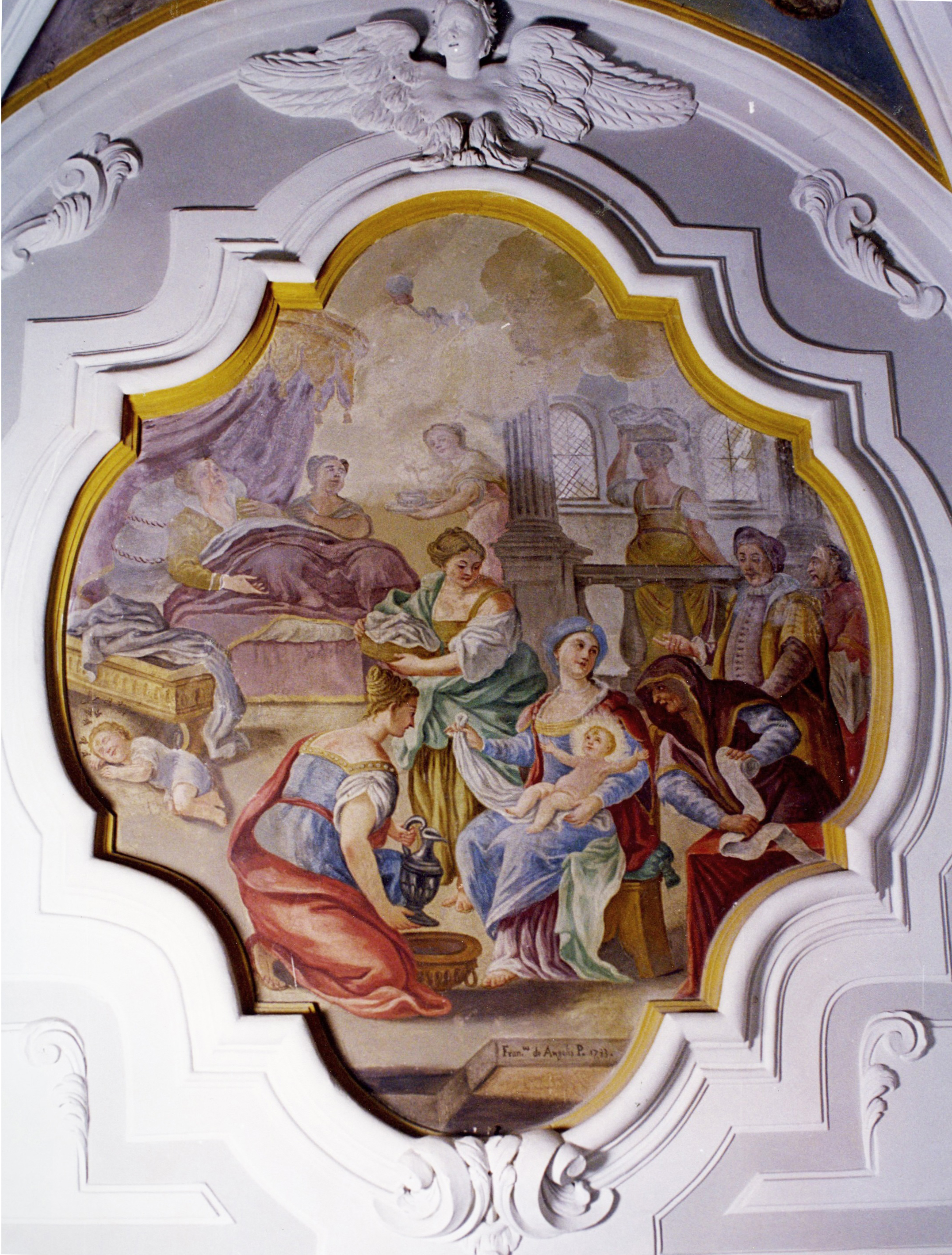
Nascita di San Domenico, chiesa dell'Annunziata di Maddaloni
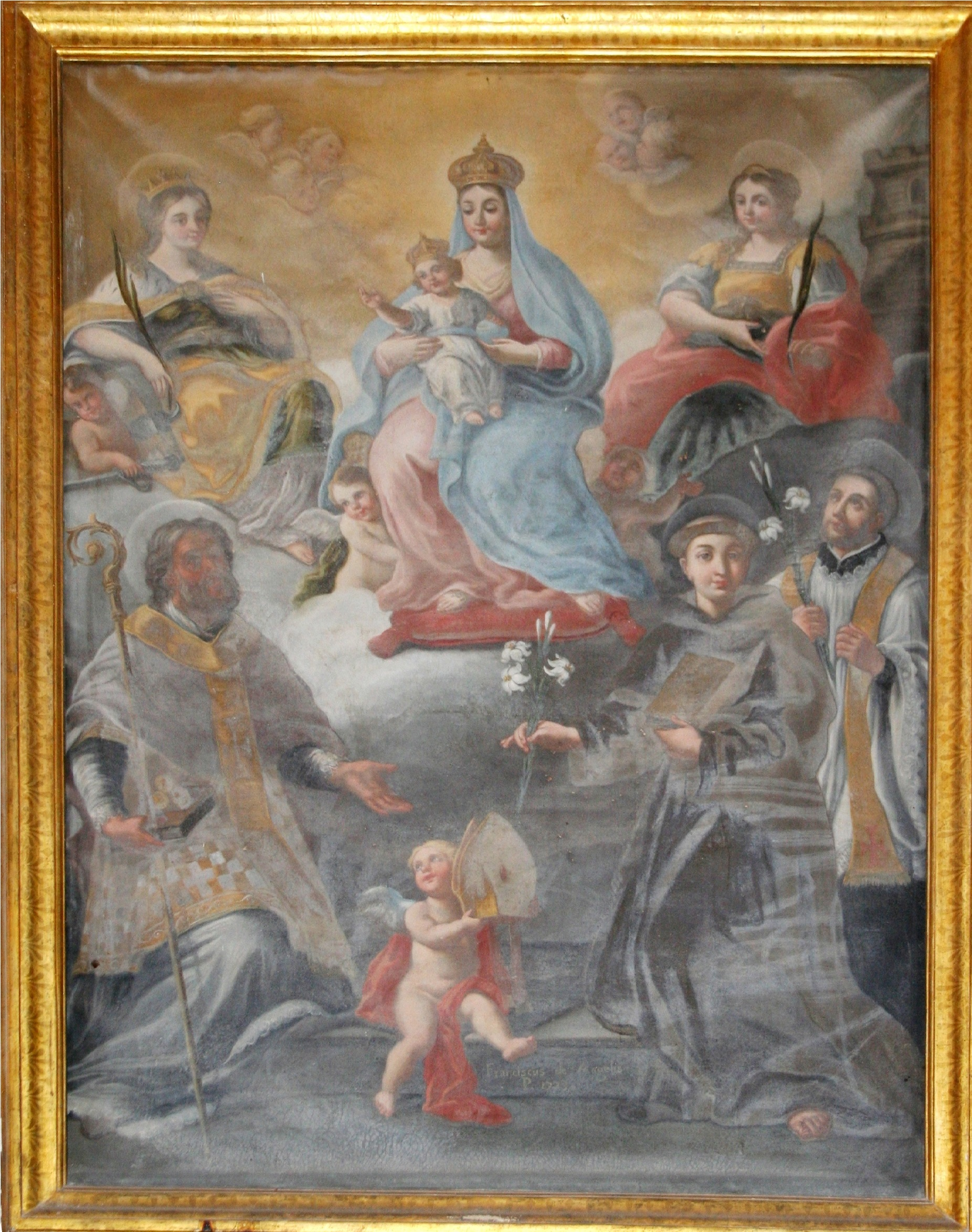
Madonna incoronata,Montefusco
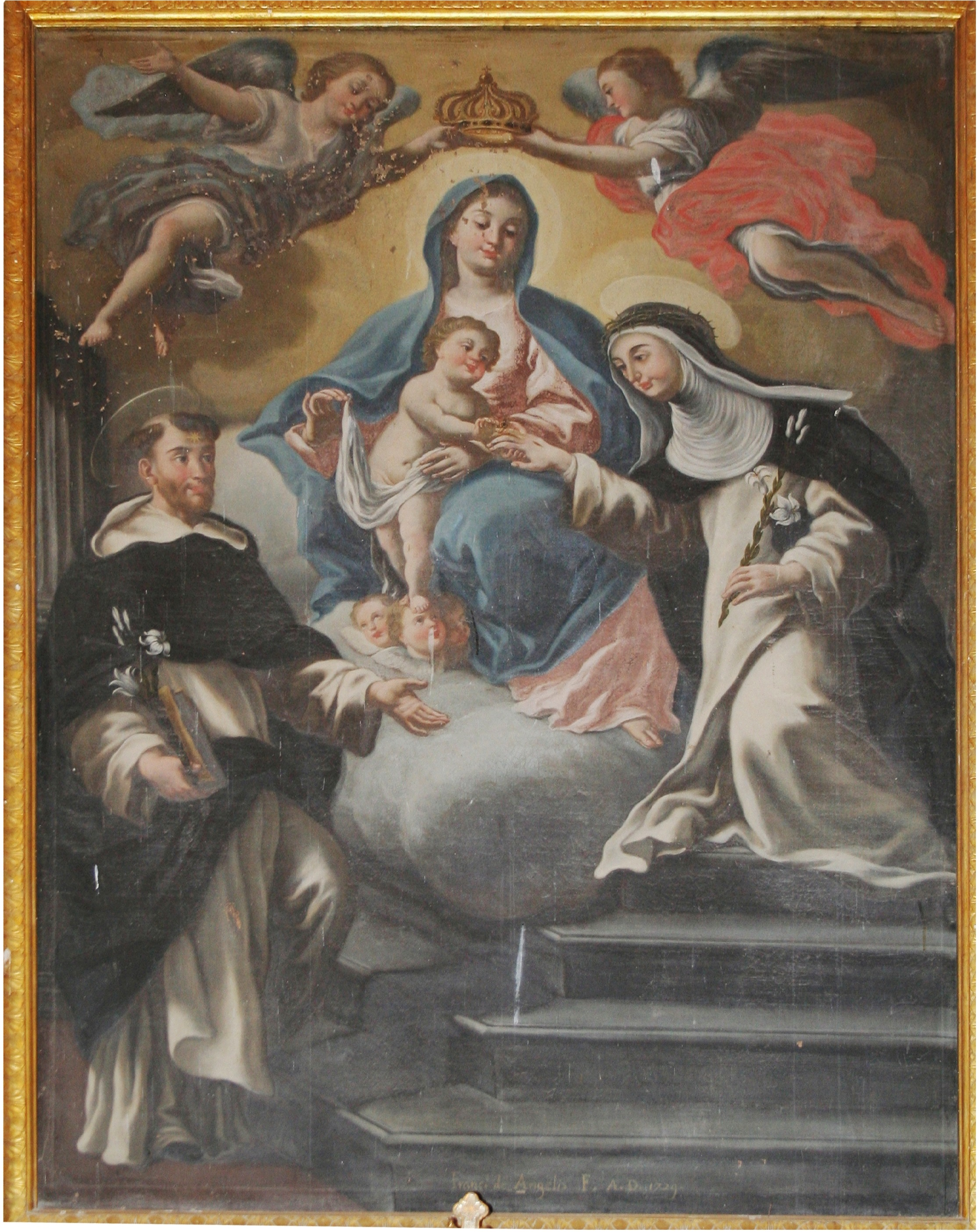
Madonna del Rosario,Montefusco
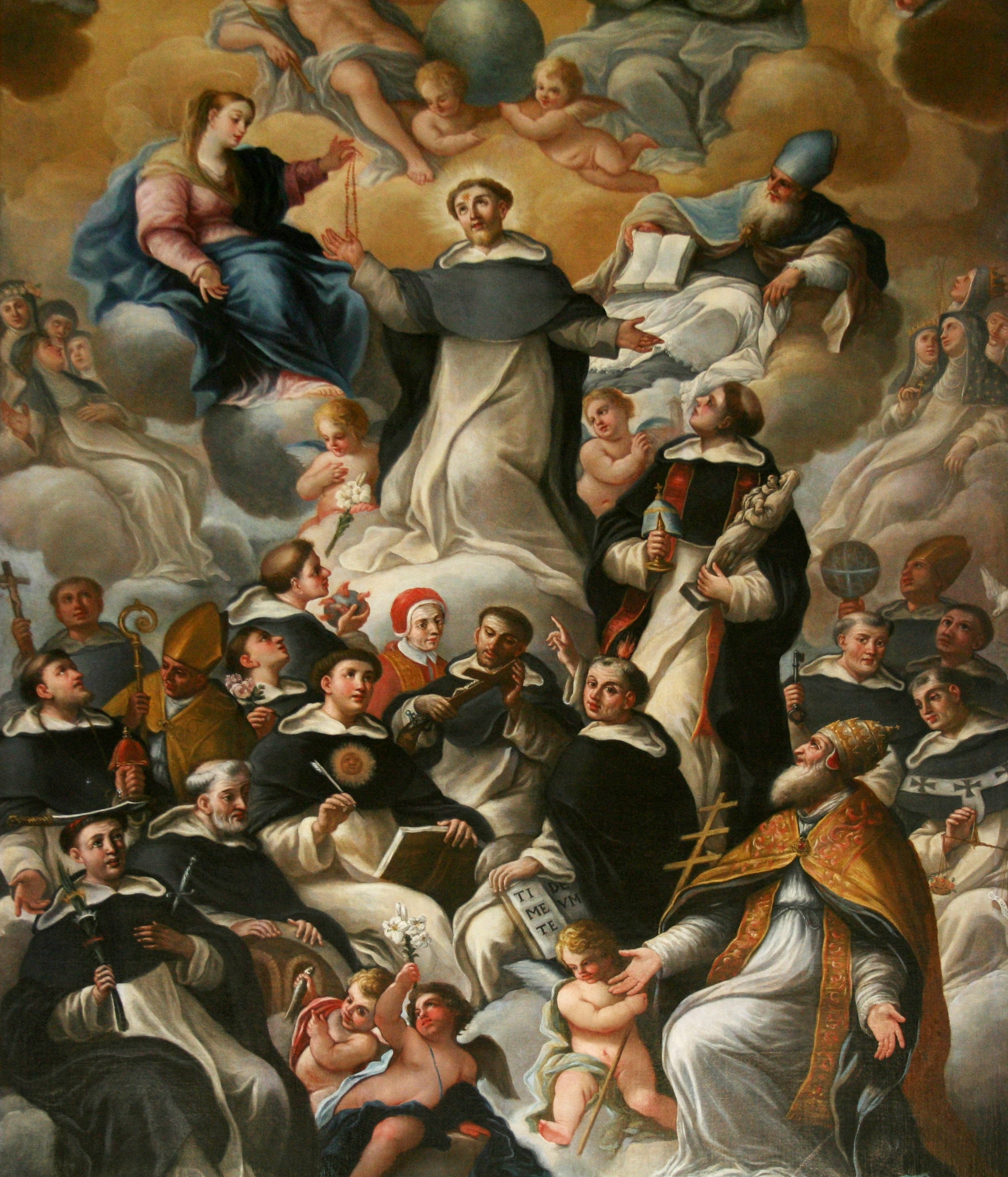
San Domenico, Trinità con Madonna e Santi domenicani, Benevento
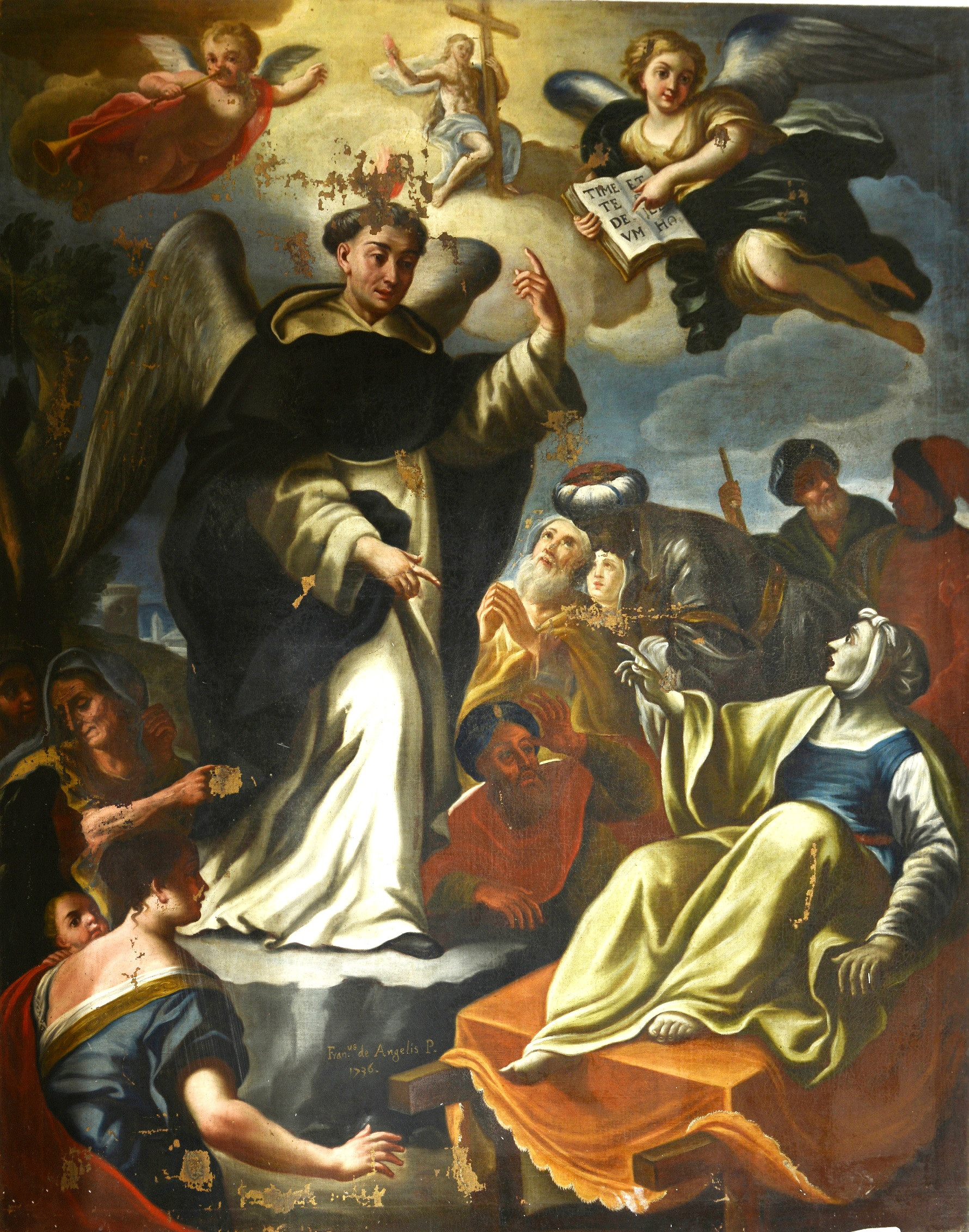
San Vincenzo Ferreri, chiesa di Sant'Anna, Montemiletto

## Opere
- Vita di San Domenico,, 1724-1730, attribuito, ex convento domenicano di Montemiletto
- San Domenico e Santi domenicani,1732, chiesa di Sant'Anna di Montemiletto
- San Vincenzo Ferreri,  1736, chiesa di Sant'Anna di Montemiletto
- Vergine col Bambino e Santi, Madonna e Santi, chiesa di Santa Maria Assunta di Santa Croce del Sannio
- San Domenico, Trinità con Madonna e Santi domenicani,   San Pietro e San Tommaso d'Aquino,   San Tommaso d'Aquino che sconfigge gli eretici, San Raimondo di Penyafort, San Vincenzo Ferreri guarisce una storpia,  San Giacinto , chiesa di San Domenico di Benevento
- Presentazione di Gesù al tempio, 1725, chiesa di Sant'Antonio di Padova di Montefalcione
- San Domenico guida la battaglia di Muret, 1729, chiesa dell'Annunziata di Durazzano
- Madonna del Rosario, Madonna incoronata e San Gioacchino, L'Assunta, chiesa palatina di San Giovanni in Vaglio di Montefusco
- Madonna del Carmine con San Pietro da Verona e anime del purgatorio, Trionfo di Santi, Sant'Antonio da Padova in gloria tra San Giacinto e Sant'Agnese, chiesa del Rosario di Ottaviano
- Battaglia di Lepanto, 1717, chiesa di Sant'Agrippino di Arzano
- Battesimo di Gesù, 1726, cattedrale di Santa Maria Assunta di Gravina in Puglia
- Papa Pio V in preghiera, 1721, chiesa dell'Annunziata di Arienzo
- San Ludovico Bertando, 1732, chiesa dell'Annunziata di Maddaloni
- Santa Rosa da Lima coronata di rose da Gesù Bambino, 1732, chiesa dell'Annunziata di Maddaloni
- Episodi della vita di San Francesco, 1733, Mercogliano
- Nascita di San Domenico, 1733,  chiesa dell'Annunziata di Maddaloni
- Miracoli di San Domenico, 1733, chiesa dell'Annunziata di Maddaloni
- Morte di San Domenico, 1733, chiesa dell'Annunziata di Maddaloni
- Gloria di San Domenico, chiesa di San Domenico di Benevento
- Moltiplicazione dei pani e dei pesci, attribuito, cattedrale dell'Annunziata di Tursi
- Nozze di Cana, 1743, cattedrale dell'Annunziata di Tursi